# Bernhard von Wüllerstorf-Urbair
Bernhard von Wüllerstorf-Urbair, seit 1860 Freiherr von Wüllerstorf-Urbair (auch: von Wüllersdorf-Urbair oder von Wüllerstorf und Urbair; * 29. Januar 1816 in Triest, Österreichisches Küstenland, heute Italien; † 10. August 1883 in Klobenstein (Ritten), Südtirol) war ein österreichischer Vizeadmiral, von 1865 bis 1867 k.k. Handelsminister. Weiters leitete er die Weltumseglung der Fregatte Novara (Novara-Expedition) (1857–1859).

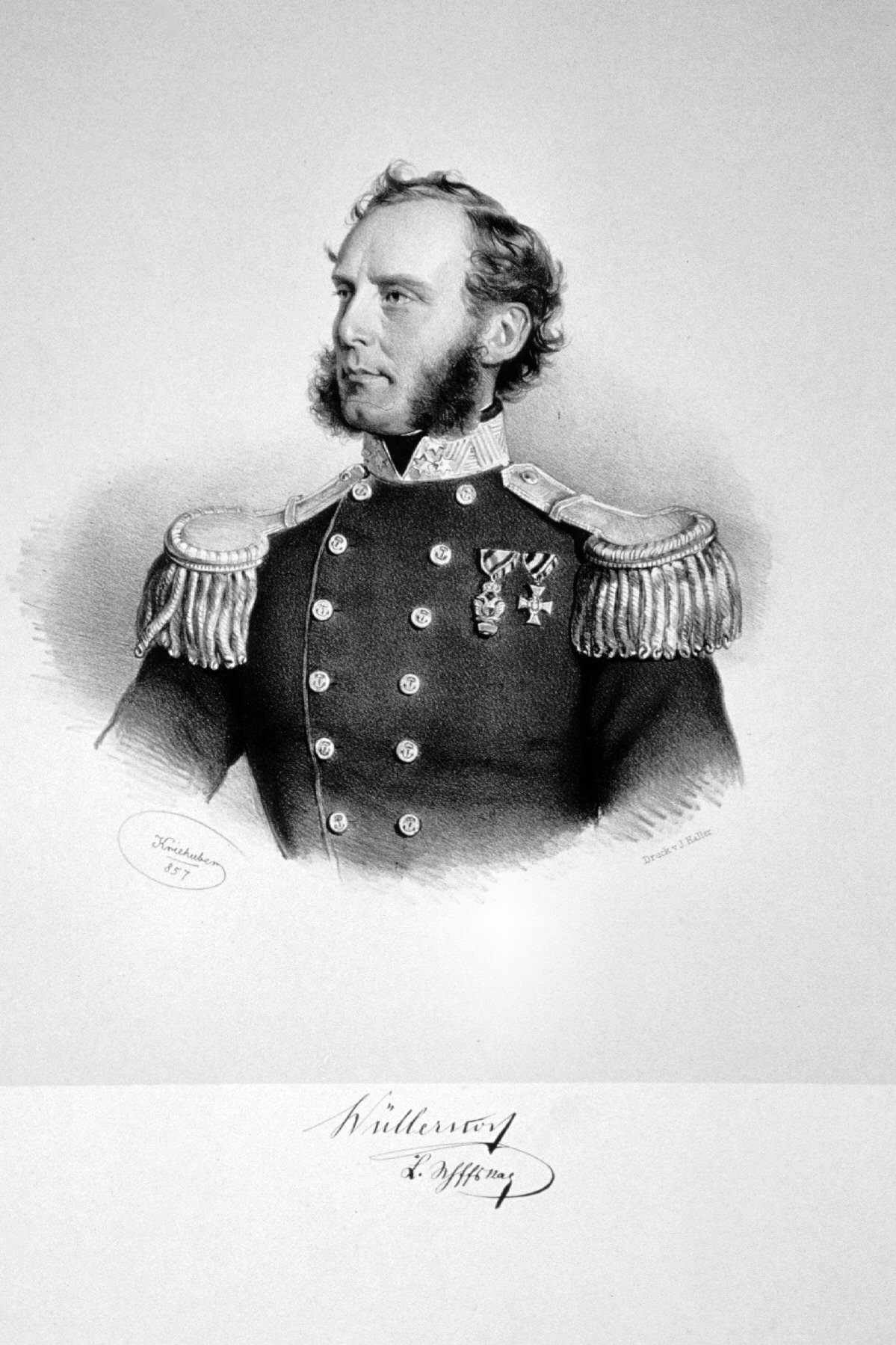
Bernhard von Wüllerstorf-Urbair, Lithographie von Josef Kriehuber, 1857

## Herkunft
Seine Eltern waren der Gubernialsekretär Karl Leopold Ritter von Wüllerstorf-Urbair († 31. Dezember 1817 bei einem Jagdunfall) und dessen Ehefrau Julie, eine geborene Gräfin Grochowska (* 16. September 1795). Seine Mutter heiratete am 15. Mai 1820 als Witwe den späteren Vizepräsidenten der Regierung in Venedig Graf Johann Baptist Marzani (* 30. Oktober 1794; † 13. Oktober 1865). Durch seinen Stiefvater erwachte bei ihm das Interesse an der Volkswirtschaft. Er hatte noch eine Schwester Rosalie (* 1815), diese heiratete 1834 den Freiherren Ernst von Bonar, Majoratsherrn zu Fingreth und Rinneardington.

## Leben

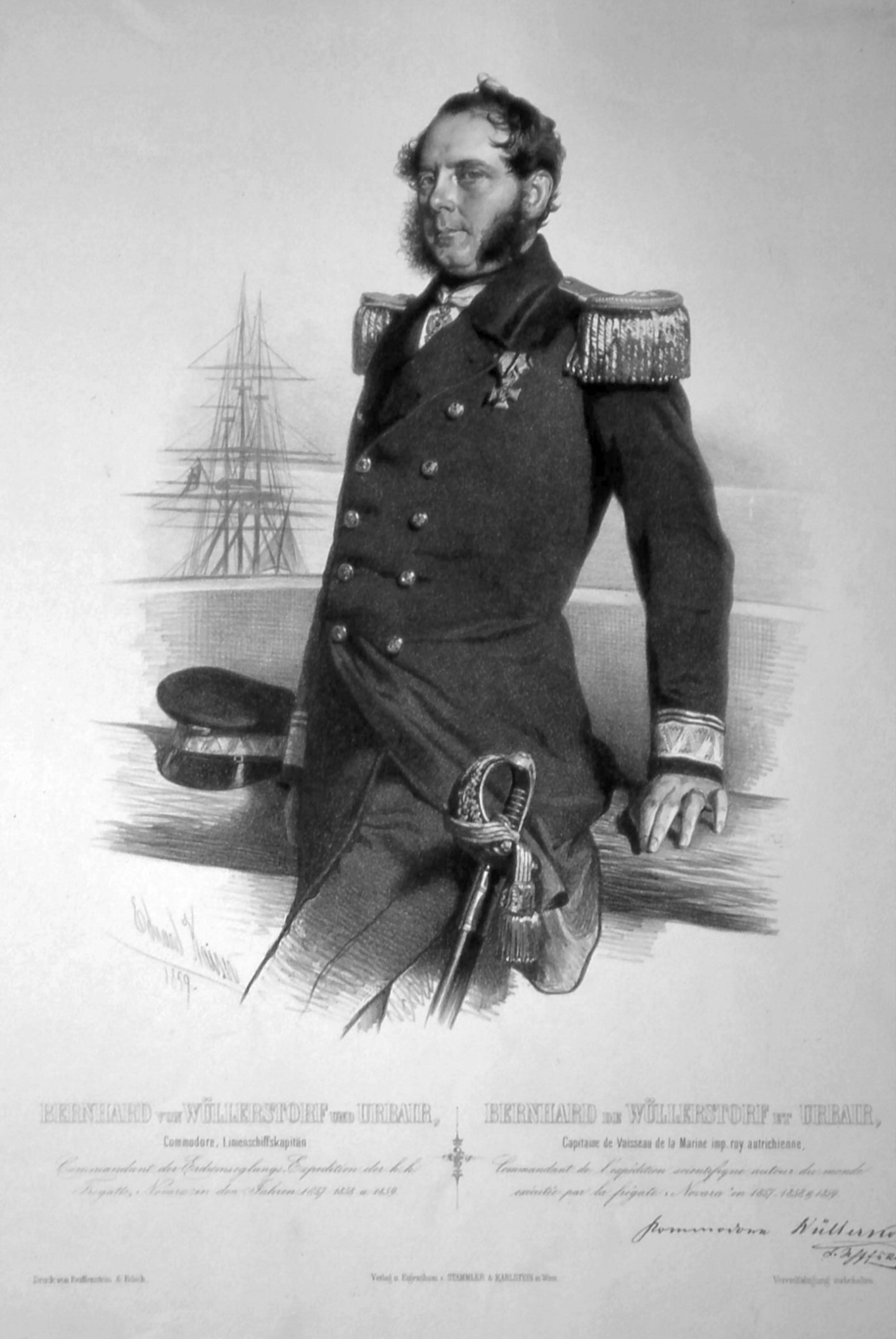
Bernhard Wüllerstorf-Urbair, Lithographie von Eduard Kaiser, 1859

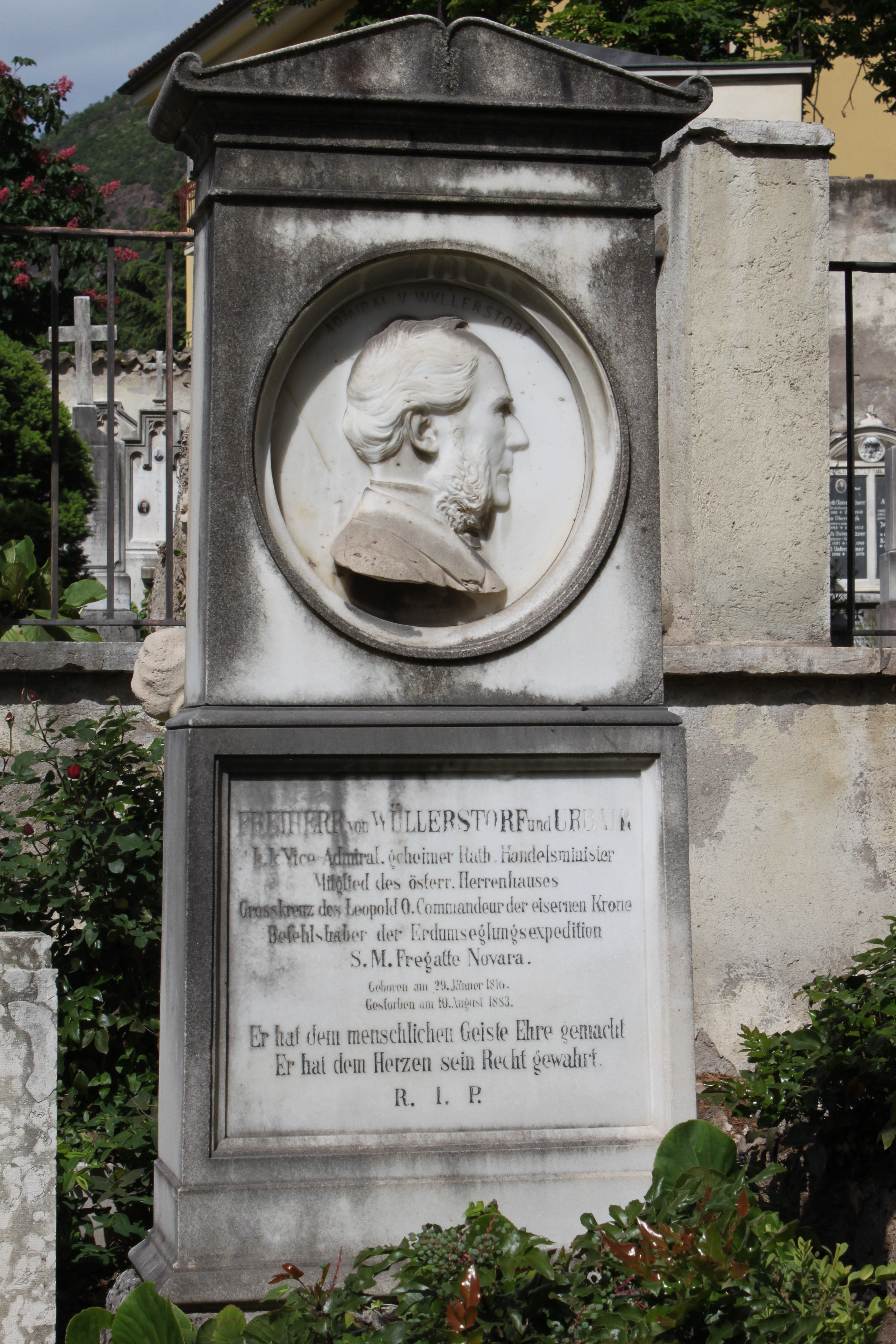
Wüllerstorf-Urbairs Grab am Grieser Friedhof in Bozen, Südtirol

Er trat nach Besuch des Gymnasiums in Padua und in Ofen 1828 in die Pionierkadettenschule in Tulln ein. Als Kadett des Infanterieregiments 40 ließ er sich 1833 auf Aufforderung des Hofkriegsrates zur Marine versetzen. Sogleich auf ein Schiff kommandiert, musste er sich seine weitere Ausbildung weitgehend im Selbststudium erwerben. 1839 zum Linienschiffsfähnrich befördert, ergriff er die Gelegenheit, der Sternwarte in Wien zugeteilt zu werden, wo er von bekannten Astronomen wie Littrow und Franz von Schaub unterrichtet wurde. Nach Ende dieser Studien wurde er mit der Leitung der Marinesternwarte in Venedig und dem Unterricht in Astronomie und Nautik auf der dortigen Marineakademie betraut. Durch sein elegantes Auftreten und seine gewinnende Art fand er auch rasch Anschluss an die venezianische Gesellschaft. Bald nach seiner Heirat mit Anna O’Connor of Connaught (1824–1848) am 12. April 1847 brach in Venedig die Revolution aus. Er verließ die Stadt mit seiner jungen Frau, die im Verlauf der Flucht starb. Er meldete sich sogleich in Triest, wo Feldmarschallleutnant Gyulay die treugebliebenen Reste der Marine gesammelt hatte.
Wüllerstorf-Urbair wurde ein wichtiger Mitarbeiter des mit der Reorganisation betrauten Vizeadmirals Hans Birch Dahlerup. So ersetzte er das Italienische durch Deutsch als Kommandosprache und führte ein neues Signalsystem ein. 1849 wurde er zum Korvettenkapitän befördert. Die nächsten Jahre vergingen im Wechsel zwischen Stabsarbeit und Schiffskommanden. 1855 wurde er Berater des neuen Marinekommandanten Erzherzog Ferdinand Max. Ab 1854 war er Linienschiffskapitän und Kommandant der Fregatte Venus. Bald darauf konnte er seinen fortschrittsbegeisterten Herrn für den Plan einer Weltumseglung gewinnen, mit deren Planung er 1856 betraut wurde. Als Commodore der Fregatte Novara befehligte er persönlich die Expedition, die vom 30. April 1857 bis 26. August 1859 dauerte. Zahlreiche Forschungsergebnisse, reiche Sammlungen für entstehende Wiener Museen und hohes Ansehen für die kaiserlich-königliche Marine waren die wichtigsten Ergebnisse dieser Weltumseglung (der zweiten unter österreichischer Flagge). Er konnte dank seiner wissenschaftlichen Kenntnisse alle ozeanographischen, hydrographischen und meteorologischen Beobachtungen selbst vornehmen. Kaiser Franz Joseph erhob ihn am 13. Februar 1860 angesichts seiner wissenschaftlichen Leistungen in den Freiherrenstand. Er wurde 1860 u. a. zum Mitglied der Deutschen Akademie der Naturforscher Leopoldina gewählt und 1863 als Ehrenmitglied in die Kgl. Bayerische Akademie der Wissenschaften aufgenommen. Karl von Scherzers dreibändiger Bericht darüber, „Reise der oesterreichischen Fregatte Novara um die Erde, in den Jahren 1857, 1858, 1859 unter den Befehlen des Commodore B. von Wüllersdorf-Urbair“, wurde 1861 veröffentlicht, unverzüglich ins Englische und Italienische übersetzt und wurde ein Bestseller, gleich nach v. Humboldts Kosmos. Die 5000 aufgelegten Exemplare der billigeren zweibändigen Volksausgabe waren binnen eines Jahres vergriffen.
Nach einem Einsatz in den Gewässern um das von den Freischaren Garibaldis bedrohte Sizilien wurde er Kontreadmiral und Vertreter des Marinekommandanten beim Reichsrat in Wien. Ebenfalls 1861 wurde er zum Hafen- und Festungskommandanten in Pola ernannt. 1864 führte er im Deutsch-Dänischen Krieg eine Eskader in die Nordsee nach, wo Wilhelm von Tegetthoff schon vor seinem Eintreffen die Seeschlacht von Helgoland geschlagen hatte. Dies setzte ihn einer kaum gerechtfertigten Kritik aus.
Im Herbst 1865 wurde er vom Ministerpräsidenten Belcredi aufgefordert, das Handelsministerium zu übernehmen. Als Minister in einer politisch umstrittenen Regierung (in der zeitgenössischen Presse auch als „Dreigrafenministerium“ bezeichnet, da ihm neben Belcredi noch die Grafen Larisch-Mönich und Mensdorff-Pouilly angehörten) bemühte er sich um den Abschluss von Handelsverträgen, befasste sich mit dem Kommunikations- und Postwesen und entwarf ein Programm zur Vervollständigung des Eisenbahnnetzes, das auch großteils zur Ausführung kam. Ferner veranlasste er die Einführung metrischer Maße und Gewichte in Österreich. Unter seiner Amtsführung wurde auch der Ausbau des Hafens von Triest in Angriff genommen. Der Ausgleich mit Ungarn 1867 veranlasste ihn zum Rücktritt. Er starb in Klobenstein (Ritten); sein Leichnam wurde nach Gries bei Bozen überführt und auf dem dortigen Friedhof begraben.

## Auszeichnungen und Ehrungen
Wüllerstorf wurde nach seiner Rückkehr von seiner zweijährigen Weltreise von Kaiser Franz Joseph I. persönlich in Wien empfangen und bei dieser Gelegenheit mit dem Orden der Eisernen Krone 2. Klasse ausgezeichnet und gleichzeitig in den erblichen österreichischen Freiherrnstand erhoben. Nach seinem Rücktritt vom Amt des Handelsministers erhielt er das Großkreuz des Leopoldordens und wurde zum lebenslangen Mitglied des österreichischen Herrenhauses ernannt.

## Familie
Er heiratete am 12. April 1847 Anna O’Conor of Connaught (* 3. Februar 1824; † 29. Juli 1848), einer geborenen Engländerin, deren Familie in Venedig ansässig. Das Paar hatte einen Sohn Karl Patrik Leopold (* 17. Juli 1848; † 3. Januar 1906), dieser wurde Linienschiffkapiän und heiratete 1878 Maria Josepha Pincini (* 1. September 1857; † 5. Juni 1926).
Er heiratete am 3. August 1861 in Graz die Gräfin Leopoldine von Rothkirch und Panthen (* 31. Juli 1820; † 17. März 1901), Tochter von Leonhard von Rothkirch und Panthen.

## Schriften (Auszug)
- Bernhard von Wüllerstorf-Urbair, Robert Müller: Beobachtungen des Cometen Donati am Bord der k.k. österreichischen Fregatte „Novara“, von Commodore Bernhard v. Wüllerstorf und dem Fregatten-Lieutenant Robert Müller, in: Astronomische Nachrichten, Band 50, 1859, S. 211.
- Bernhard von Wüllerstorf-Urbair: Ein Eisenbahnnetz für die österreichische Monarchie, in: Österreichische Revue, 1866, S. 22 ff.